# Siły Szybkiego Wsparcia
Siły Szybkiego Wsparcia (RSF; ang. Rapid Support Forces; arab. قوات الدعم السريع) to paramilitarne oddziały operujące na terytorium Sudanu. Początek tej organizacji datuje się na 2013 rok poprzez wykształcenie się ze struktur Dżandżawidów, zbrojnej muzułmańskiej milicji, którzy walczyli podczas wojny w Darfurze. Byli używani przez rząd sudański do zwalczania rebeliantów działających w regionie Darfuru, Kordofanie Południowym i stanach Nilu Błękitnego. Były odpowiedzialne za terror przeciwko ludności cywilnej, które są zaliczane do zbrodni przeciwko ludzkości.
Przed wybuchem konfliktu była dowodzona przez Sudańskie Siły Zbrojne i Narodową Służbę Wywiadu i Bezpieczeństwa. W 2017 roku uchwalono ustawę legitymizującą RSF jako niezależne siły bezpieczeństwa. Od 2019 roku oddziały są dowodzone przez generała Mohameda Hamdana Dagalo, nazywanego Hemettim. Podczas kryzysu w Sudanie w 2019 roku, RSF brały czynny udział w represjonowaniu opozycjonistów i przeciwników junty wojskowej. 3 czerwca z inicjatywy RSF doszło do masakry w Chartumie, w której zginęło ponad 100 osób.
Współpraca między Siłami Szybkiego Wsparcia a Sudańskimi Siłami Zbrojnymi załamała się 15 kwietnia 2023 roku, kiedy to doszło do starć między innymi w Chartumie po zmobilizowaniu na terenie stolicy i Darfurze znacznej liczby swoich sił. Wtedy to armia uznała RSF za grupę rebeliantów i podważyła ich legalne działanie.

## Przywództwo i liczby
Na początkach istnienia RSF Human Rights Watch oszacowało liczbę żołnierzy na około 5000. Oddziały przez cały okres istnienia rozrastały się, wysyłając ludzi między innymi podczas wojny domowej w Jemenie i w Libii. Według agencji Reutera, w 2023 roku liczba żołnierzy służąca dla RSF wynosi przeszło 100 000 ludzi.

## Rola w Sudanie
Główną rolą Sił Szybkiego Wsparcia było patrolowanie granic szczególnie z Libią i Czadem, Erytreą oraz Etiopią oraz wyłapywanie uchodźców nielegalnie przekraczających granicę, wskutek działań państw europejskich mających na celu powstrzymanie napływu migrantów do Europy. Przywódcy RSF, Hemetti i jego brat Abdul Rahim Hamdan Dagalo są jednymi z najbogatszych ludzi w kraju. Pierwszy przy pomocy oddziałów zajął kopalnie złota w Darfurze, a drugi kieruje korporacją Al Gunade zajmującą się wydobyciem i handlem złotem. Nieraz wykazywano ścisłe powiązania Al Junaid i RSF w finansowaniu oddziałów paramilitarnych.

## Misje międzynarodowe
Siły RSF czynnie działały na płaszczyznach wojskowych w Libii i Jemenie. Podczas wojny w Libii (2014–2020) około 1000 żołnierzy zasiliło szeregi Libijskiej Armii Narodowej dowodzonej przez Khalifa Haftara przeciwko wojsku Rządowi Zgody Narodowej. Podczas wojny w Jemenie z 2015 roku wraz z siłami ekspedycyjnymi z Arabii Saudyjskiej i Zjednoczonych Emiratów Arabskich popierały Hadiego. Podejrzewane są przez HRW o zbrodnie przeciwko ludzkości wskutek niszczenia infrastruktury cywilnej i zabijania niewinnych ludzi.